# Flotationsverfahren

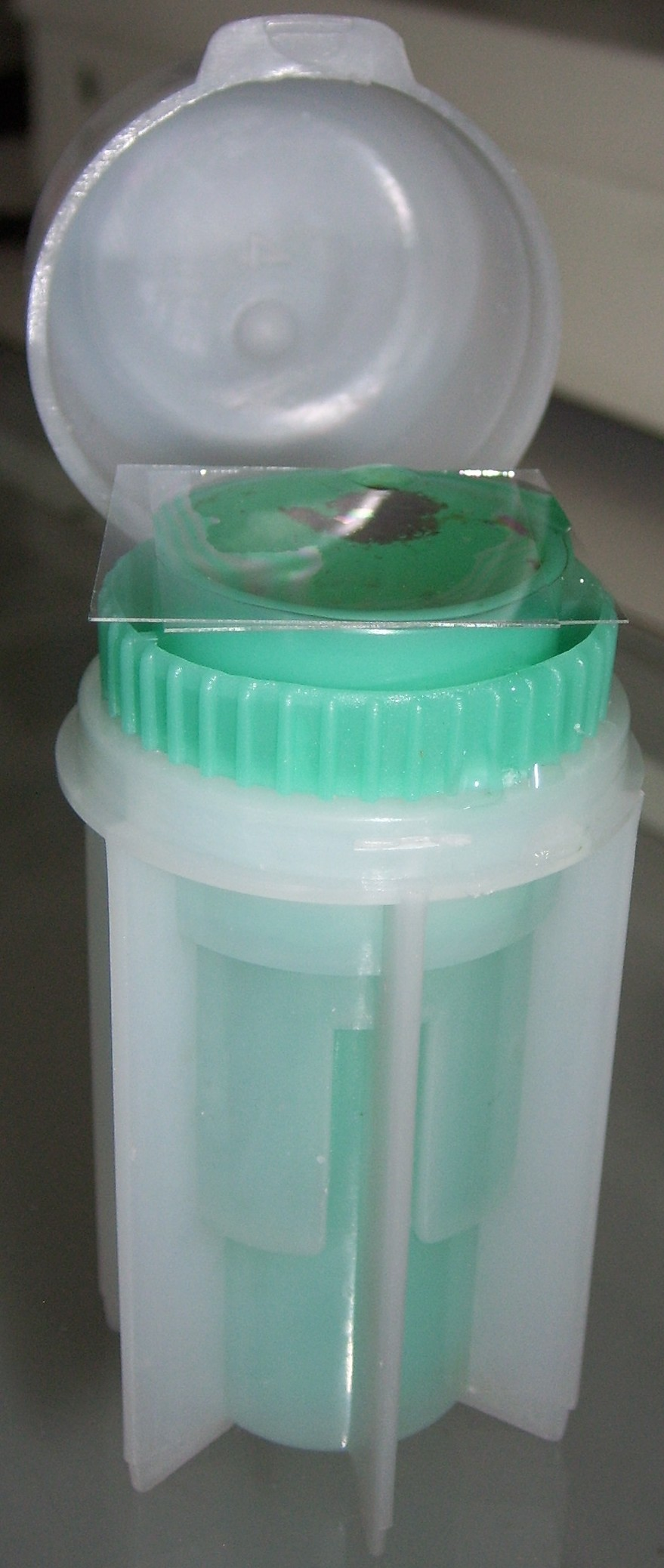
Flotationsverfahren

Das Flotationsverfahren ist ein koproskopisches Nachweisverfahren (Kotuntersuchung) für den Nachweis von parasitären Entwicklungsstadien, wie Eiern, Oozysten, Zysten oder Larven. Es wird sowohl in der Human- als auch Tiermedizin eingesetzt.

## Prinzip des Verfahrens
Eier mit einer geringen Dichte schwimmen in Lösungen mit höherem spezifischem Gewicht an der Oberfläche.
Das Verfahren ist geeignet für den Nachweis von:
- Cyclophyllidea (eine Ordnung der Echten Bandwürmer)
- Eier von Fadenwürmern
- Kokzidien-Oozysten
- Giardien-Zysten

Gelegentlich werden mit dem Verfahren auch Pseudoparasiten nachgewiesen, beispielsweise Vorratsmilben, die lediglich mit der Nahrung aufgenommen und mit dem Kot ausgeschieden werden, die aber keine parasitäre Lebensweise und damit keine parasitologische Bedeutung haben.

## Beispiele für Flotationslösungen
Für das Flotationsverfahren eignen sich nur Lösungen mit hohem spezifischem Gewicht, also einer hohen Dichte. Üblicherweise sind dies gesättigte Salz- oder Zuckerlösungen.
- gesättigte Kochsalzlösung (400 g NaCl in 1 l H2O)
- gesättigte Zinksulfatlösung (704 g ZnSO4 in 1 l H2O)
- Zuckerlösung (500 g Saccharose in 320 ml H2O)

## Durchführung
Kotprobe und Flotationslösung werden miteinander vermischt. Die so entstandene Suspension wird durch ein Sieb mit einer Maschengröße von 250 bis 300 μm und einen Trichter in ein Zentrifugenröhrchen gegossen. Entweder man zentrifugiert das Röhrchen nun für fünf Minuten bei 2800/min oder lässt das Ganze für 15 bis 20 Minuten stehen. Mit einer Öse wird dann die oberflächliche Schicht abgenommen und auf einen Objektträger aufgetragen. Alternativ können gewöhnliche Röhrchen oder Plastikgefäße verwendet werden, auf die ein Deckgläschen gelegt wird, welches nach 15 bis 20 Minuten vorsichtig abgenommen und auf einen Objektträger platziert wird. Dieser wird unter dem Mikroskop bei kleiner Vergrößerung durchgemustert.